# (52334) Oberammergau
(52334) Oberammergau (1992 FS3) – planetoida z pasa głównego asteroid okrążająca Słońce w ciągu 3,73 lat w średniej odległości 2,4 j.a. Odkryta 30 marca 1992 roku.